# Molnár Flóra
Molnár Flóra (Nagykanizsa, 1998. március 2. –) magyar úszó.

## Pályafutása
2014-ben magyar bajnokságot nyert 50 méteres gyorsúszásban. A 2014-es ifjúsági Európa-bajnokságon 50 méter gyorson negyedik, 100 méter gyorson hetedik helyezést ért el. A 2015-ös junior világbajnokságon 100 méter gyorson 9., 50 méter pillangón 13., 50 méter gyorson ötödik volt. A 2015-ös rövid pályás úszó Európa-bajnokságon 50 méter gyorson 34., 100 méter gyorson 14. lett. A 2016-os magyar úszóbajnokságon betegsége miatt nem indult. 2016 júliusában teljesítette az olimpiai kiküldetési szintet 50 méter gyorson. Az olimpián 25. volt a selejtezőben.
A 2017-es budapesti világbajnokságon 50 méteres pillangóúszásban a 19., 50 méteres gyorsúszásban a 28. helyen végzett. Az új országos csúcsot úszó 4 × 100 méteres vegyes váltóval 10. lett.
Ezt követően négy évig Alabamában járt egyetemre, majd hazaköltözött és gyermeke született. A versenysporttal felhagyott. 2023-ban újra edzeni kezdett a Hód Úszó SE versenyzőjeként.

### Rekordjai

#### 50 m pillangó
- 26,15 (2017. július 23., Róma) országos csúcs[11]